# Serrano, Shoshonean
Serrano, pleme američkih Indijanaca iz grupe Sjevernih Takic Šošona, naseljeni u planinama San Bernardino u južnoj Kaliforniji, sjeverno od Los Angelesa, ali i dalje niz dolinu Mohave najmanje do Daggeta i sjeverno preko pustinje Mohave do doline Tejon Creeka. Po jeziku oni su najsrodniji plemenima Alliklik, Kitanemuk i Vanyume. Francisco Garcés 1775-76. opisuje grupu s Tejon Creeka pod imenom Cuahajai ili Cuabajay, za koje kaže da žive u velikim četvrtastim komunalnim kućama od rogožina i vrbovog pruća, u kojima svaka obitelj ima svoje vlastito ognjište. Košare su im bile malene a noževe su proizvodili od kremena. Od njihove populacije (1,500; 1700.), preostalo ih je 2000. 150. Danas žive na rezervatima Morongo i San Manuel.

## Ime
Ime Serranos ounačava u španjolskom jeziku planinski narod, odnosno 'planince'. Od svojih susjeda poznati su pod cijelim nizom imena: Hanakwiche (neka Yuman plemena); Hanyuveche (Mohave); Tamankamyam (Aguas Calientes); Banumints (Chemehuevi) etc.

## Sela
- Acha-va-t, istočno od Bear Lake.
- Aka-va-t, zapadno od Banninga.
- Arhangk, blizu Coltona.
- Atan-pa-t, sjeveroistočno od sela Acha-va-t.
- Hikavanü-t,zapadno od Coltona.
- Hisaku-pa, na Bear Lake.
- Hunga-va-t, u San Timotec Canyon.
- Kayah-pia-t, na Bear Lake.
- Kotaina-t, na rijeci Santa Ana River istočno od San Bernardina.
- Malki, sjeveroistočno od Banninga.
- Maronga, na Morongo Creek.
- Musku-pia-bit, sjeverozapadno od San Bernardina.
- Nilengli, blizu San Bernardino Peaka.
- Nanamü-vya-t, na Mohave River.
- Padjüdjü-t, na Mohave River.
- Puwipuwi, blizu planine San Gorgonio Mountain.
- Toloka-bi, u San Timoteo Canyon.
- Wacha-vak, San Timoteo Canyon.
- Wahinu-t, u Cajon Canyon.
- Yamiwu, možda od Cahuilla, sjeverno od San Jacinto Peak.

## Povijest
Povijest Serrana slična je sudbina drugih južnokalifornijskih plemena. prvi utjecaji bijelaca počinju utemeljenjem misije San Gabriel Arcangel, 1771. U 19. stoljeću pogađaju ih epidemije boginja (1840. i 1860), nakon čega će petnaest godina kasnije biti protjerani na rezervate, a od nekadašnjeg broja od 1,500 duša (1800) preostalo ih je 1900. svega 100. Njihova današnja dva plemena Morongo Band of Mission Indians i San Manuel Band of Mission Indians financiraju se poglavito od kockarnica. Plemensko vijeće obje 'bande' sastoji se od 7 članova.

## Etnografija
Serrano Indijanci, prvi rođaci plemena Kitanemuk, Alliklik i Vanyume, čije ime na španjolskom označava 'stanovnike planina' ili 'planince', u ovaj kraj stigli su prije nekih 2,500 godina. Naselili su se u blizinama izvora, potoka i rijeka, po malenim naseljima od 10 do 30 nastambi, s 25 do 100 ljudi. Oni su bili miroljubiv narod, poznat po proizvodnji kvalitetnih košara. Poštovali su životinje a medvjeda smatrali svojim 'pradjedom'. Medvjeđe meso nisu nikada jeli, niti su nosili njegova krzna. 
Serrani su se nastanili u planinama San Bernardino i pustinji Mohave. Bili su lovci i 'žeteoci' žira, a njihova naselja bila su stalna. 
Tradicionalno su podijeljeni u dvije polutke. Svoje mrtve su kremirali. 

## Vanjske poveznice
- Swanton
- Serrano Indian Tribe History
- Serrano
- Big Bear City Native American Serrano Indian Ceremonial Site